# 何志浩

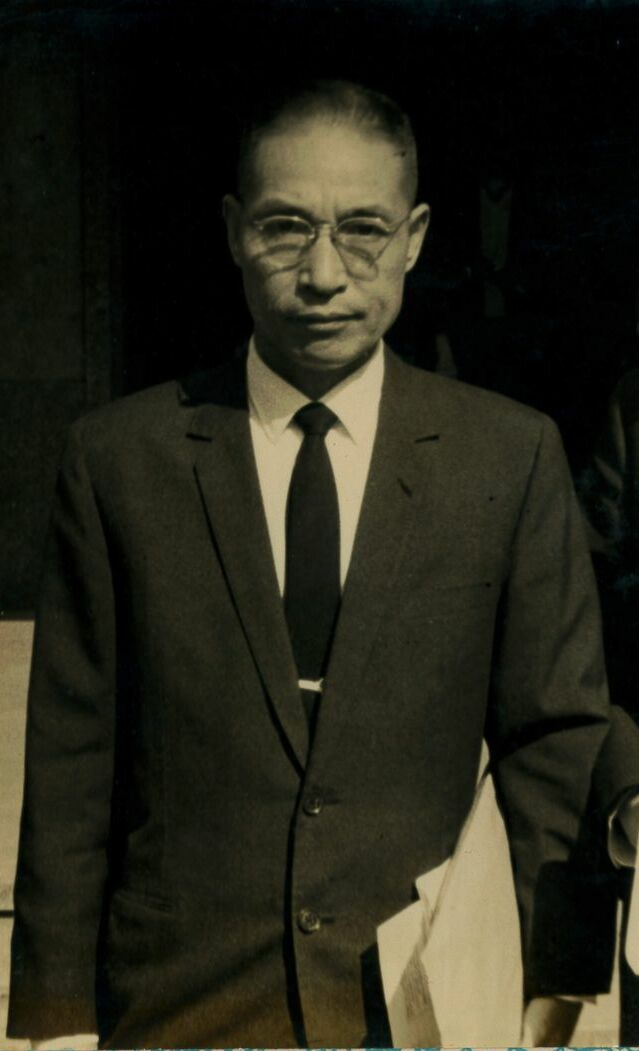
何志浩，1964年

何志浩（1905年1月20日—2007年8月3日），中華民國陸軍中將，浙江宁波象山人。
国立中央大学經濟系肄業，黃埔軍校第四期畢業，曾在陸軍步兵學校、陸軍大學、陸軍參謀大學、國防大學學習。中國抗日戰爭期間擔任首都國民軍事訓練委員會主席等職。曾任浙江綏靖總司令部中將副司令等職。1949年到臺灣。曾任國民革命軍第二十五師師長、國防部總政治部政治作戰計畫委員會主任委員、中華民國總統府參軍等職。退役後受聘為中國文化大學教授。

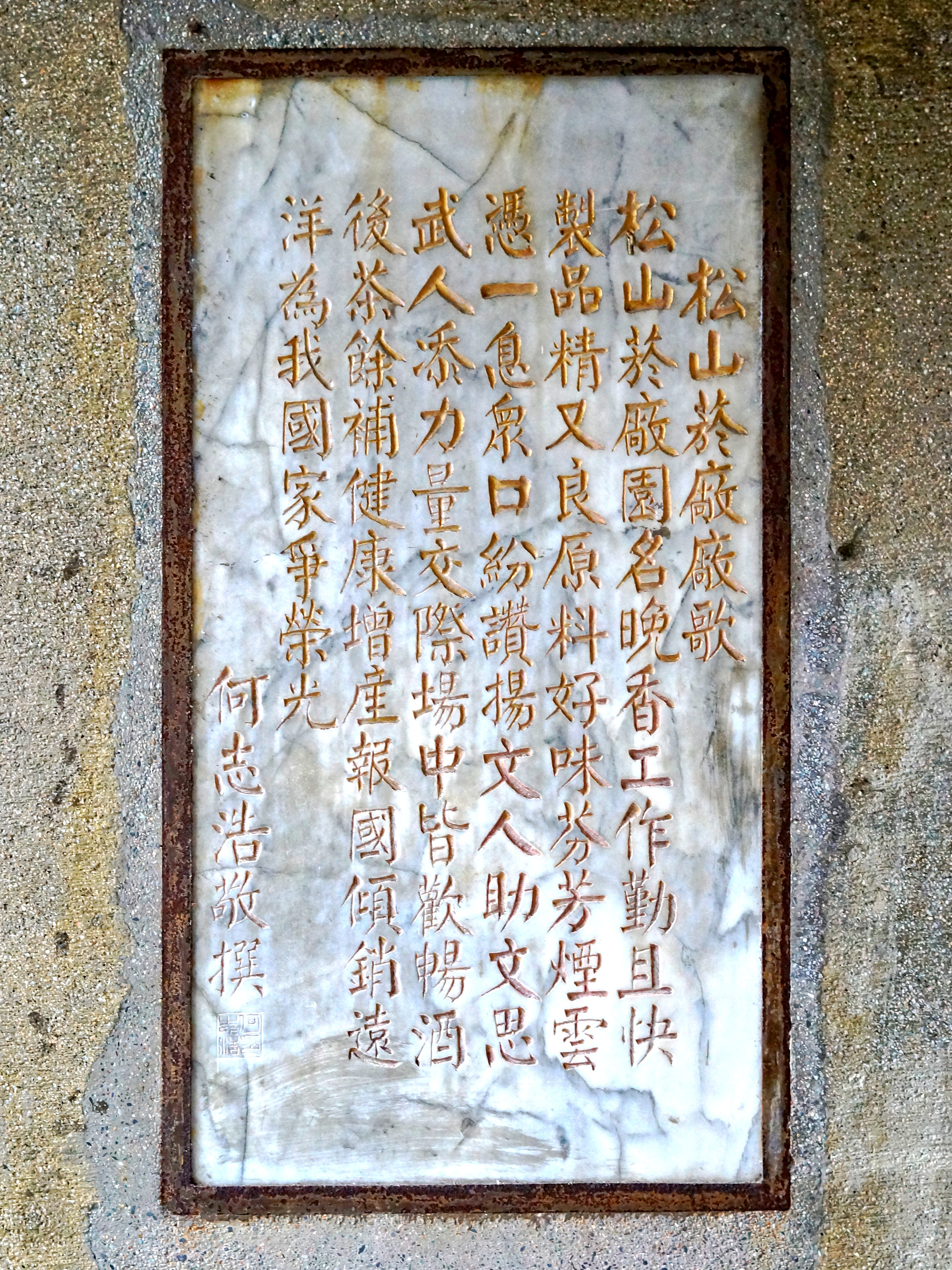
松山文化創意園區，刻有何志浩創作的〈松山菸廠廠歌〉

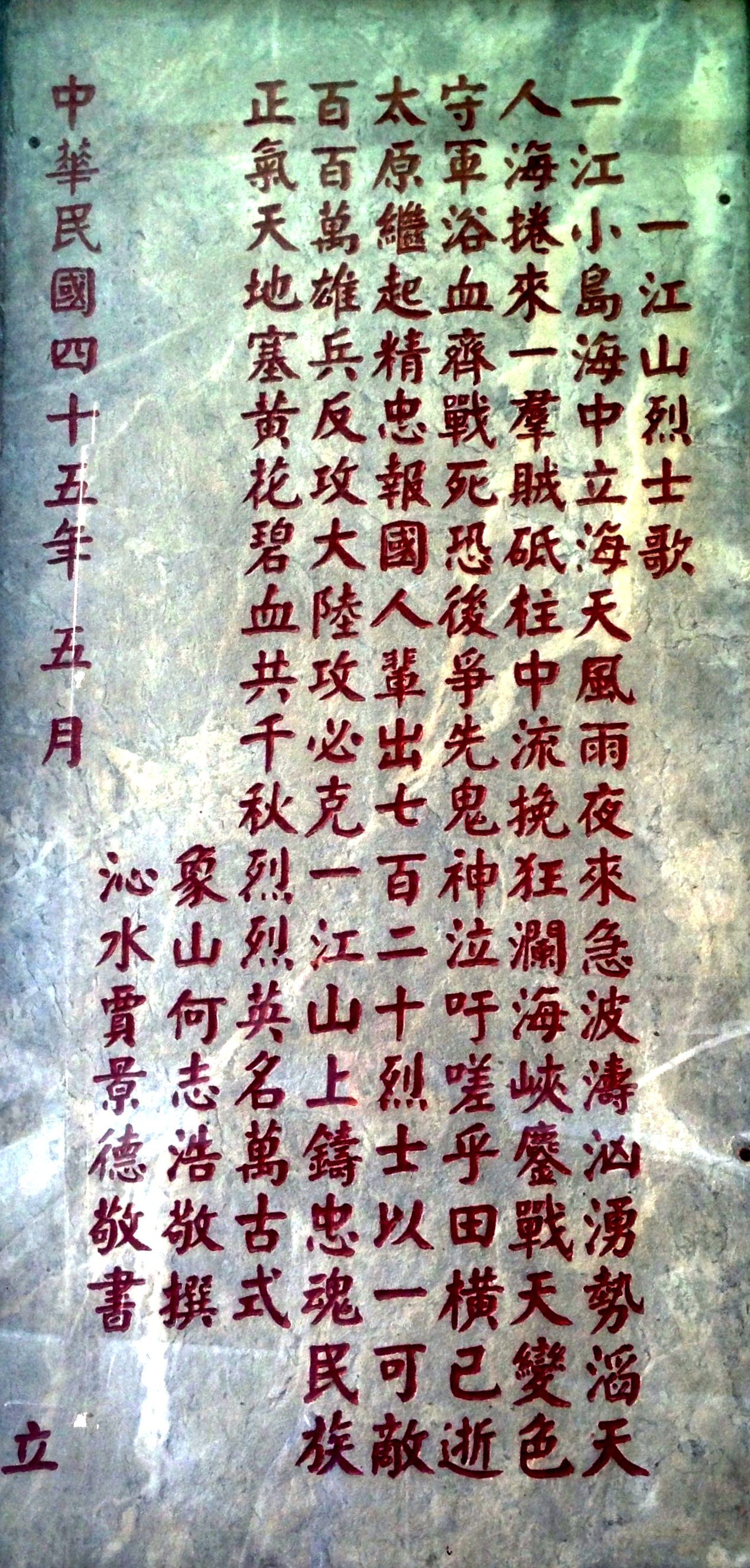
新北市中和區一江新城，刻有何志浩創作、賈景德書寫的〈一江山烈士歌〉

何志浩也是一位作詞人，〈軍紀歌〉、〈中國抗日軍歌〉、〈陸軍軍歌〉、〈國立臺南女子高級中學校歌〉、〈一江山烈士歌〉、〈松山菸廠廠歌〉等都由他作詞。他也曾擔任中華民族舞蹈協會理事長，推動民族舞蹈。曾加入中國文藝協會。
1950年何志浩到澎湖縣大嶼七美人塚憑弔，感念她們英雌不讓鬚眉，遂立碑改大嶼為「七美嶼」。碑文如下： 

明嘉靖間，倭寇侵澎湖掠大嶼，有七美女不受寇辱投井全貞，鄉人掩井葬之，塚上長香花樹七株，終年不凋，令改大嶼為七美嶼，以紀念節烈。民國三十九年秋，余與李縣長玉林至島上弔七美人塚，感其氣節，逐為之歌： 
「七美人兮白壁姿，抱貞拒賊兮死隨之，英魂永寄孤芳樹，井上長春兮開滿枝。」 

## 外部連結
「陸軍軍歌」作者何志浩將軍過世 （页面存档备份，存于）